# Tula de Allende
Tula de Allende es una ciudad mexicana, cabecera del municipio de Tula de Allende en el estado de Hidalgo. Está ubicada a 70 km de la Ciudad de México, destaca por sus zonas arqueológicas, relativamente cerca a la ciudad homónima.

## Toponimia
El nombre Tula proviene del náhuatl Tollan, que significa ‘junto al tular’. Es llamada “de Allende” en honor al héroe de la independencia Ignacio Allende. Su nombre otomí es Mähñem’i, que significa ‘lugar de mucha gente’. Su nombre actual, ya castellanizado, es Tula, que significa ‘lugar de tules o esparto, junto o cerca del tular’.

## Geografía
Se localiza en la región del Valle del Mezquital, le corresponden las coordenadas geográficas 20°3′18.791″ de latitud norte y 99°20′35.48″ de longitud oeste, con una altitud de 2022 m s. n. m. Cuenta con un clima semiseco templado, registrando una temperatura anual de 17.6 °C, una precipitación pluvial de 699 mm. por año y su periodo de lluvias es de mayo a septiembre.
En cuanto a fisiografía se encuentra dentro de la provincia del Eje Neovolcánico, dentro de la subprovincia de Llanuras y Sierras de Querétaro e Hidalgo; su terreno es de lomerío.  En lo que respecta a la hidrografía se encuentra posicionado en la región del Pánuco, dentro de la cuenca del río Moctezuma, y en la subcuencas del río Tula.

## Demografía
De acuerdo con el Censo de Población y Vivienda 2020 del INEGI; la ciudad tiene una población de 29 390 habitantes, lo que representa el 25.53 % de la población municipal. De los cuales 13 868 son hombres y 15 521 son mujeres; con una relación de 89.36 hombres por 100 mujeres.
Las personas que hablan alguna lengua indígena, es de 246 personas, alrededor del 0.84 % de la población de la ciudad. En la ciudad hay 582 personas que se consideran afromexicanos o afrodescendientes, alrededor del 1.98 % de la población de la ciudad.
De acuerdo con datos del censo INEGI 2020, unas 22 597 declaran practicar la religión católica; unas 3349 personas declararon profesar una religión protestante o cristiano evangélico; 84 personas declararon otra religión; y unas 3249 personas que declararon no estar adscritas en una religión pero ser creyentes.
| Gráfica de evolución demográfica de Tula de Allende entre 1900 y 2020                        |
|                                                                                              |
| Población de los censos y conteos del Instituto Nacional de Estadística y Geografía (INEGI). |

## Historia

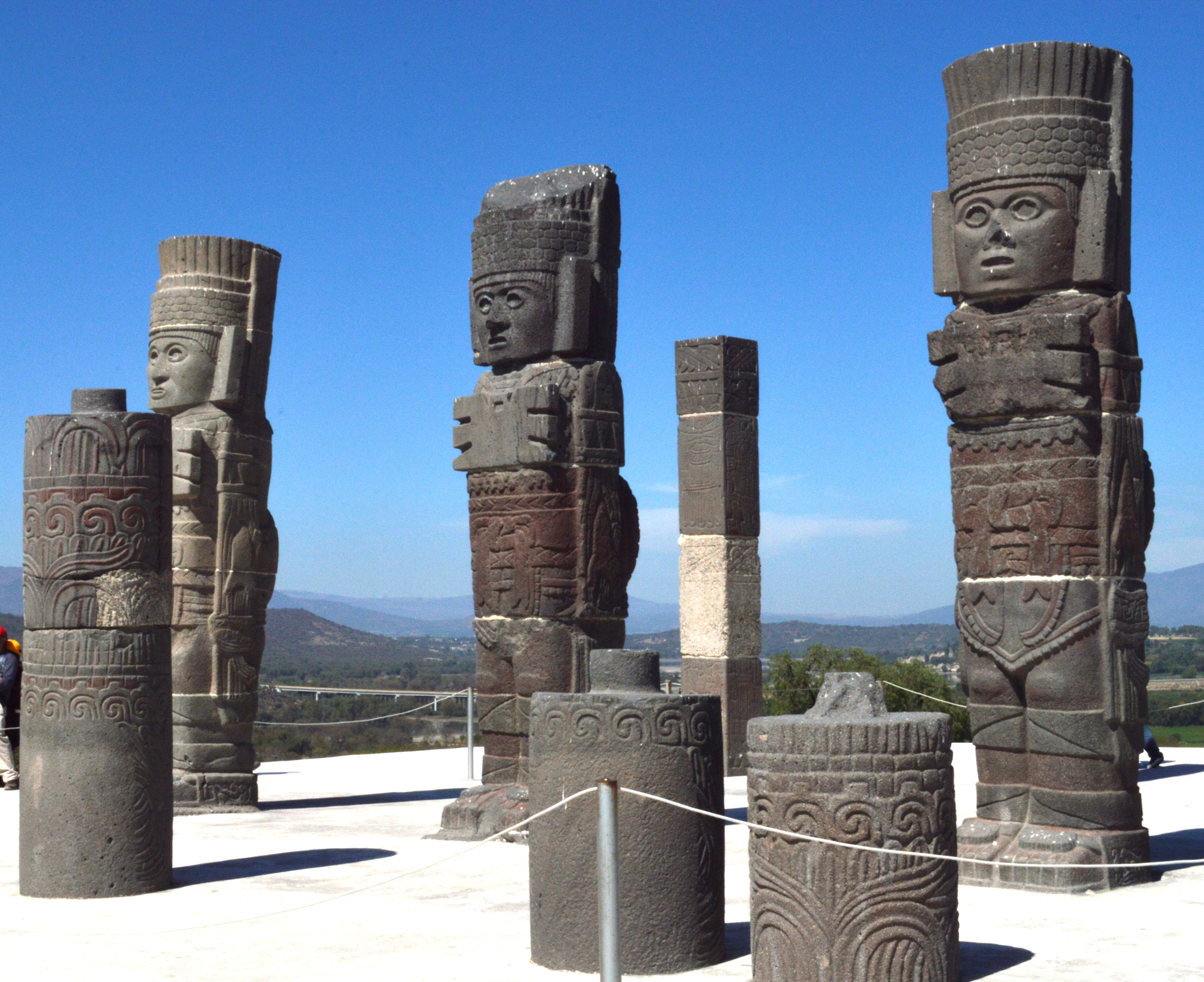
Atlantes de Tula en Tollan-Xicocotitlan.

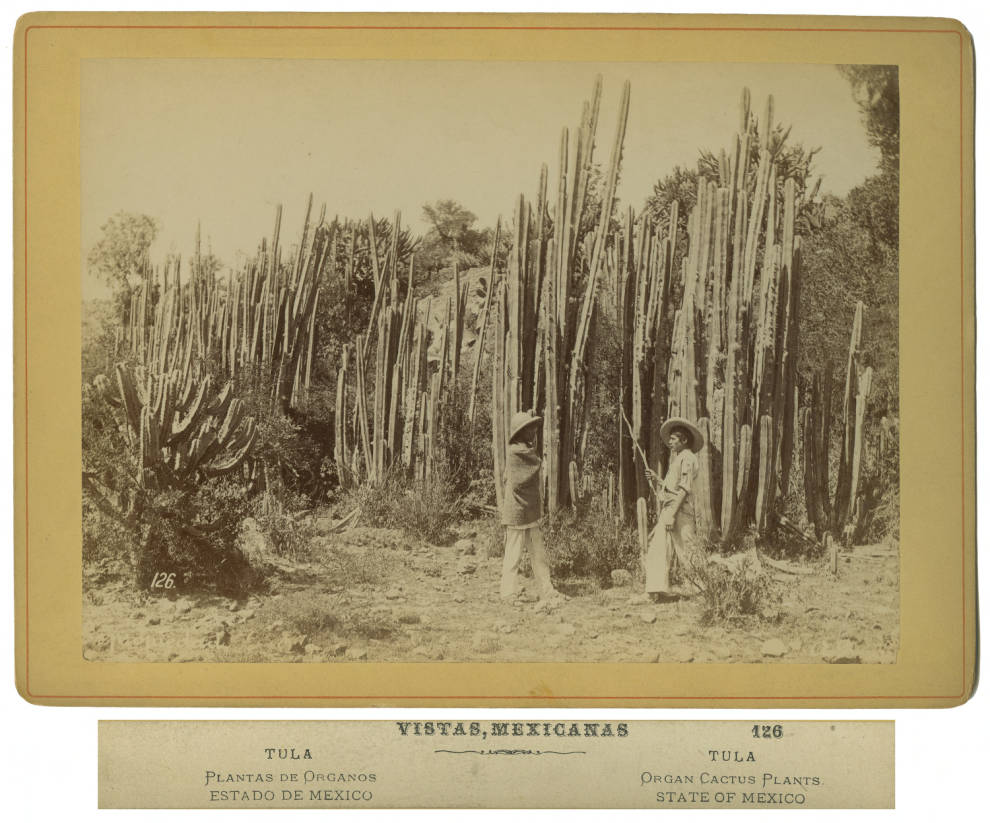
Tula entre los años 1885-1899.

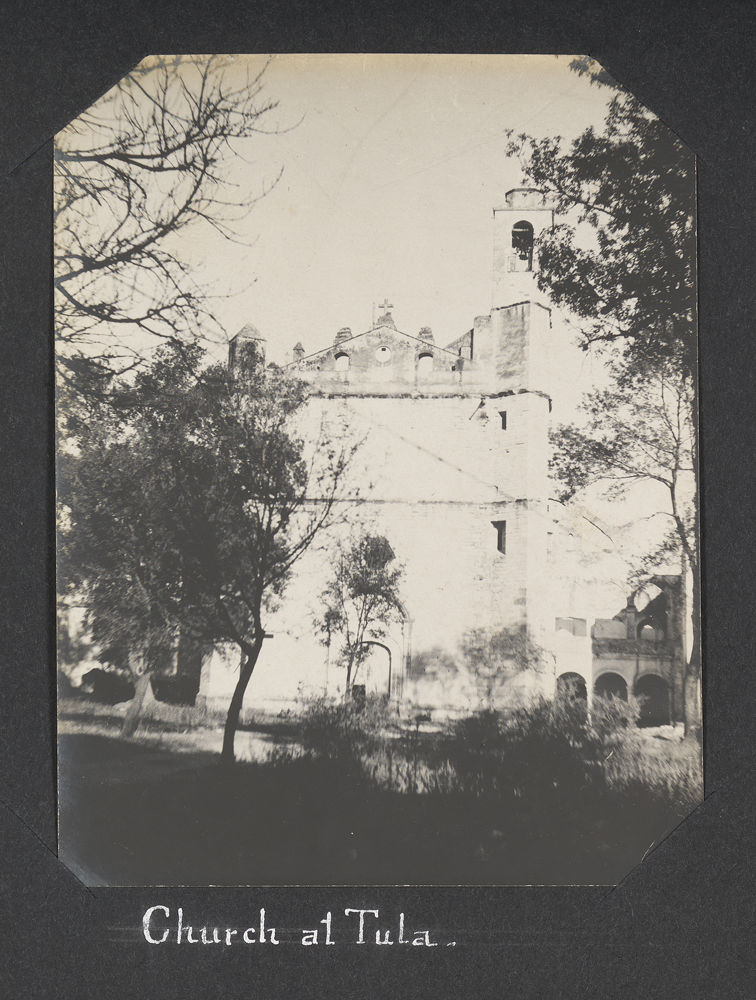
Catedral de San José en el año 1900.

La ciudad fue fundada por Ce Ácatl Topiltzin Quetzalcóatl, soberano que dio gran prosperidad a la región, misma que se vio truncada debido al enfrentamiento entre seguidores del dios Quetzalcoátl y Tezcatlipoca, dioses tremendamente enfrentados en la mitología azteca.
Finalmente los seguidores del “dios nocturno” (Tezcatlipoca) expulsaron a los toltecas que profesaban su creencia hacia la serpiente emplumada (Quetzalcóatl), y tuvieron que emigrar por el sur hacia el golfo, hasta llegar a la península de Yucatán. Allí fundaron ciudades como Chichén Itzá, nombre que alude a la fusión de los itzáes y los chichimecas, origen este último del pueblo tolteca.
Hay que considerar que Tollan fue edificada de distinta forma que Teotihuacán, ya no era la gran ciudad sobre una vasta llanura sin defensa alguna, la ciudad se levantaba sobre una colina, la cual era mucho más fácil de defender. Sabiendo que se encontraba en la frontera con las tribus chichimecas, es de suponer el constante azote de las hordas contra la capital tolteca, por ello en Tollan terminó imperando un estado militar que controlará los pueblos limítrofes y de esta forma cobrar el tributo, impuesto inventado por los toltecas.
Esta región fue cuna de una civilización indígena más importante de la historia de México, asiento de la cultura tolteca desde el año de 713 después de Cristo, cuyos testimonios hoy en día existen en la majestuosidad de su zona arqueológica en donde destaca su gran centro espiritual con sus famosos atlantes y las pinturas que el transcurso de los siglos no ha podido destruir sus características de belleza autóctona.
La zona geográfica en la que se asentó la cultura tolteca, era habitada ya desde hacía varios milenios antes por la cultura otomie. Los otomies no construyeron grandes centros ceremoniales y no practicaron la agricultura extensiva como los toltecas, sin embargo a la llegada de estos últimos tuvieron que incorporarse y colaborar con ellos para poder permanecer pacíficamente en el área, ayudaron a edificar la metrópoli y formaron parte también de la élite guerrera.
Tollan tuvo una existencia de 499 años como centro rector del pueblo tolteca, más tarde fue arrasado por tribus neochichimecas que venían del occidente. En el año de 1094 Papantzin descubrió el aguamiel, que se extrae del maguey y que fermentado sirve para la elaboración del pulque.
Entre 1050 y 1250 Tollan iría decayendo, las causas fueron varias; entre las luchas internas por el poder y la migración de cazadores-recolectores del norte de México. Algunas de las consecuencias fueron: la salida de Quetzalcóatl hacia costas del Golfo de México y la rebelión de los Tolteco-Chichimeca y Nonoalcas contra Huémac, uno de los sacerdotes más importantes.
Durante la invasión española, Pedro Miahuazochitl fue nombrado por la Segunda Audiencia de 1531 a 1536 señor de Tula contribuyendo a que esta región se evangelizará. Los habitantes de Tula formaron parte activa en el movimiento de independencia y lucharon valerosamente contra los invasores norteamericanos y franceses. Tula fue escenario de algunas batallas entre carrancistas y zapatistas en el movimiento revolucionario de 1910.

## Cultura

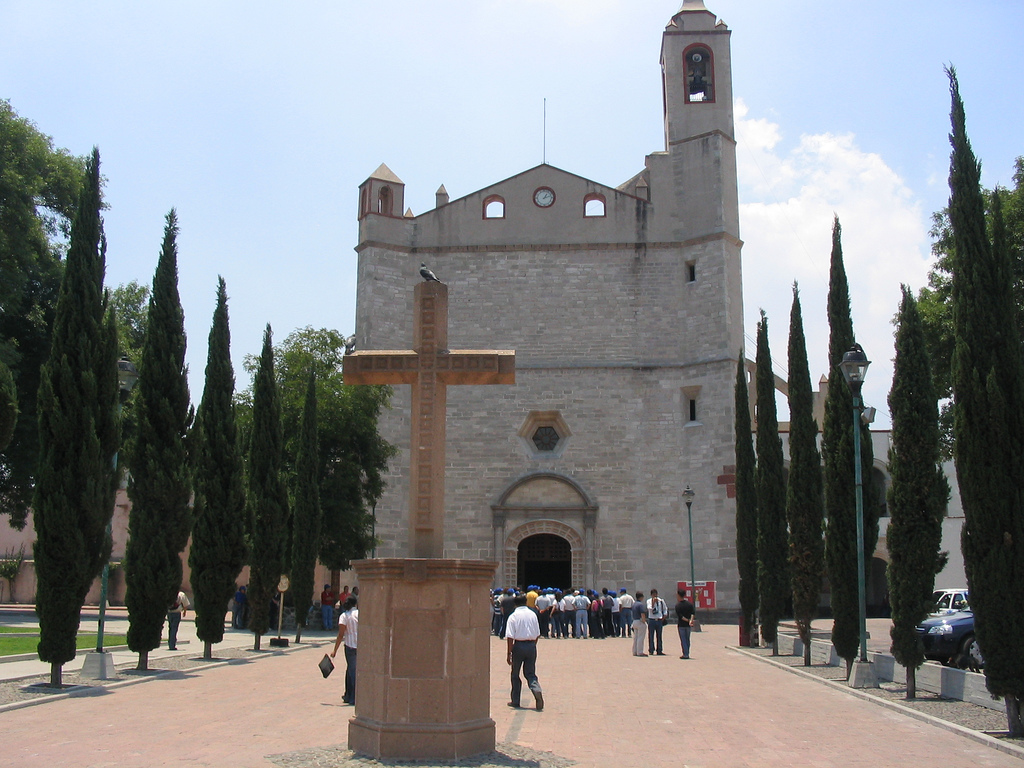
Catedral de San José.

### Arquitectura
La Catedral de Tula, data del siglo XVI, tiene portada con arcos escarzados, pilastras con relieves, frontón curvo y ventana con una capilla anexa del siglo XVII, con planta de cruz latina.  El claustro es de dos niveles con arcada rebajada y pinturas al fresco. La zona arqueológica de Tula es la más importante de la cultura tolteca.

### Museos

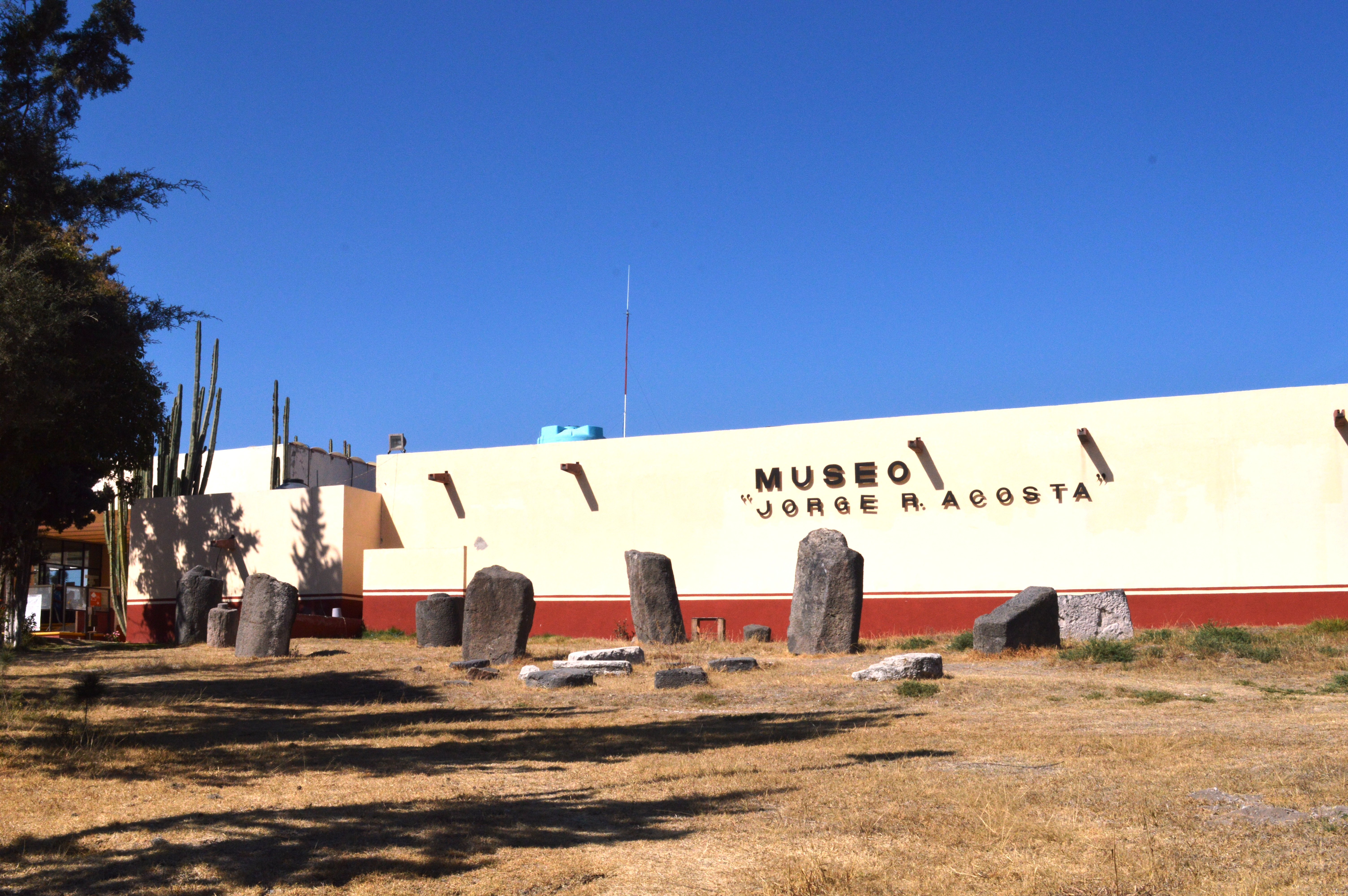
Museo Arqueológico Jorge R. Acosta.

Museo arqueológico Jorge R. Acosta
Se encuentra ubicado a un costado del acceso principal della cigarera Tula y está dividido por secciones.
- 1.ª sección muestra, a través de mamparas, una reseña histórica de las personalidades dedicadas a la investigación de la zona arqueológica de Tula. Con planos se ilustra la ubicación de los edificios, las áreas de excavación y el área de montículos, así como también en maquetas se describe la ubicación geográfica de la Cultura tolteca.

- 2.ª sección trata el tema de la organización política y social de los Toltecas. En vitrinas se exponen relieves con el símbolo de la guerra, relieves de águilas devorando serpientes así como la figura de un sacerdote. En piedra hay un estandarte con figura humana y un jaguar, y en barro hay figurillas humanas.

- 3.ª sección se habla de la religión tolteca y de las costumbres funerarias. Para ello, en vitrinas se exhiben restos humanos y piedras labradas con el símbolo de Venus y la representación de Quetzalcoatl, como estrella de la mañana. Hay una vasija de barro con púas, utilizada en los sacrificios y un bracero con la figura de Tláloc.

- 4.ª sección se dedica a la arquitectura Tolteca y en ella se describen el juego de pelota y el edificio Coatepantli. Aquí se muestran remates arquitectónicos, restos de columnas serpentinas y los pies de un atlante.

- 5.ª sección se dedica a la cerámica y ella se muestran vasijas sencillas y trípodes.

- 6.ª sección para ampliar el tema de la política y de la lapidaria, se exponen puntas de lanza, puntas de proyectil y raspadores, así como molcajetes, una cabeza de soldado, collares, orejeras y narigueras. En la última sección se describe la economía Tolteca, así como el abandono de la ciudad y la salida de Quetzalcoatl; para ello se observan objetos de concha y hueso, vasijas, instrumentos musicales y pendientes de cobre y cerámica Mexica hallada en el lugar.

Sala Histórica Quetzalcóatl
Es el primer museo ubicado en el centro de la ciudad. En esta sala se encuentran en exposición permanente y temporal piezas arqueológicas, pinturas, esculturas, artesanías, fotografías y otros objetos que indican la evolución histórica y cultural de la región. Además es bueno saber que la entrada es totalmente gratuita solo hay que registrarse en la libreta de visitantes y listo.

### Muralismo

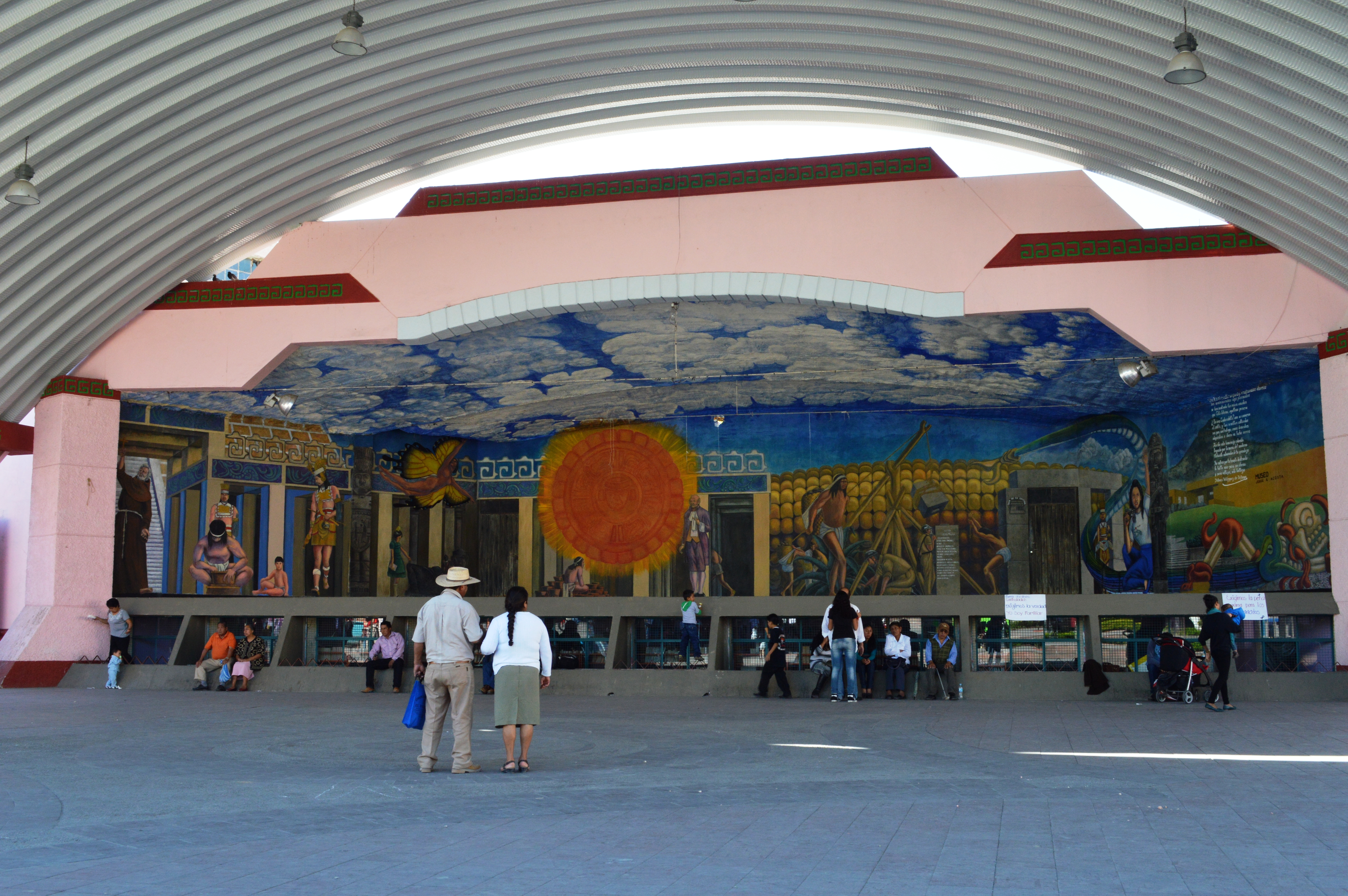
Mural Tula eterna.

- El Mural "Tula Eterna", patrimonio de la ciudad se encuentra en el amplio teatro al aire libre Centro de Tula, se debe al pincel del Maestro Juan Pablo Patiño Cornejo.
- El Mural "Tianguis Mamehni", en la Cámara de Comercio de Tula.
- El mural "Jesús", tipo modernista, que se encuentra en el altar mayor de la catedral de san José.

### Fiestas
- El 19 de marzo, fiesta patronal de San José, se inicia la víspera con bailes, fuegos pirotécnicos y música.
- La Semana Santa, de fecha variable, celebran la pasión de Cristo con todo el ritual religiosos en el atrio de la Catedral y en el interior, cánticos, rezos y sermones que se llevan a cabo. Oficia el Obispo con varios sacerdotes.
- El Día de Muertos, se acostumbra hacer ofrendas tradicionales en las casas, ofrenda que no se consume porque está dedicado para los  familiares fallecidos. En el día por lo general se llevan ofrendas y flores a los panteones constituyendo una romería.
- Las fiestas decembrinas por lo general se inician con la primera posada el día 16, las que continúan hasta el 24 que es la Pascua de Navidad. En los últimos años, se ha encendido un árbol de Navidad gigante, en la plaza principal, que permite a las familias acercarse más en torno a estos festejos.

### Gastronomía
Existe variedad de platillos en la alimentación popular como son los nopales con huevos, frijoles con epazote, el mixiote de pollo o carnero, pero el principal es el "caviar" de Hidalgo: Los escamoles (huevos de hormigas), así como la exquisita barbacoa de borrego acompañada de consomé, también es un platillo exquisito el guiso de los gusanos de maguey, los últimos platillos son de temporada. Por lo general en fiestas decembrinas hay tamales de carne de res, cerdo y pollo. En los mercados se venden gorditas rellenas de papa, frijoles y otros antojitos de la región.

## Ciudades hermanadas
- Benicia, Estados Unidos en 2002[15][16]